# Pedro Betegón Martín
Pedro Betegón Martín (ur. 16 stycznia 1996 w Madrycie) – hiszpański łyżwiarz figurowy startujący w parach sportowych z Dorotą Brodą. Uczestnik mistrzostw Europy, medalista zawodów międzynarodowych, mistrz Hiszpanii juniorów (2016) oraz mistrz (2022) i czterokrotny wicemistrz Hiszpanii seniorów (2018–2021).

## Osiągnięcia

### Z Dorotą Brodą
| Zawody                                | 15–16          | 16–17          | 17–18          | 18–19          | 19–20          | 20–21          | 21–22          |                |                |                |                |                |                |                |                |                |                |
| Międzynarodowe                        | Międzynarodowe | Międzynarodowe | Międzynarodowe | Międzynarodowe | Międzynarodowe | Międzynarodowe | Międzynarodowe | Międzynarodowe | Międzynarodowe | Międzynarodowe | Międzynarodowe | Międzynarodowe | Międzynarodowe | Międzynarodowe | Międzynarodowe | Międzynarodowe | Międzynarodowe |
| ------------------------------------- | -------------- | -------------- | -------------- | -------------- | -------------- | -------------- | -------------- | -------------- | -------------- | -------------- | -------------- | -------------- | -------------- | -------------- | -------------- | -------------- | -------------- |
| Mistrzostwa świata                    |                |                |                |                |                |                | 11             |                |                |                |                |                |                |                |                |                |                |
| Mistrzostwa Europy                    |                |                |                |                | 17             |                |                |                |                |                |                |                |                |                |                |                |                |
| CS Finlandia Trophy                   |                |                |                |                |                |                | 13             |                |                |                |                |                |                |                |                |                |                |
| CS Golden Spin of Zagreb              |                |                |                |                | 16             |                |                |                |                |                |                |                |                |                |                |                |                |
| CS Warsaw Cup                         |                |                |                |                | 18             |                | 16             |                |                |                |                |                |                |                |                |                |                |
| Bavarian Open                         |                |                |                |                | 8              |                |                |                |                |                |                |                |                |                |                |                |                |
| Challenge Cup                         |                |                |                |                | 6              |                | 9              |                |                |                |                |                |                |                |                |                |                |
| Icelab International Cup              |                |                |                |                | 7              |                |                |                |                |                |                |                |                |                |                |                |                |
| International Cup of Nice             |                |                | 10             |                |                |                |                |                |                |                |                |                |                |                |                |                |                |
| Lombardia Trophy                      |                |                |                |                |                |                | 9              |                |                |                |                |                |                |                |                |                |                |
| Memoriał Dienisa Tiena                |                |                |                |                | 3              |                |                |                |                |                |                |                |                |                |                |                |                |
| Mentor Toruń Cup                      |                |                |                | 3              |                |                |                |                |                |                |                |                |                |                |                |                |                |
| Tayside Trophy                        |                |                |                |                |                |                | 2              |                |                |                |                |                |                |                |                |                |                |
| Trophee Metropole Nice Cote d’Azur    |                |                |                |                |                |                | 3              |                |                |                |                |                |                |                |                |                |                |
| Międzynarodowe: Kategorie młodzieżowe |                |                |                |                |                |                |                |                |                |                |                |                |                |                |                |                |                |
| JGP w Estonii                         |                | 14             |                |                |                |                |                |                |                |                |                |                |                |                |                |                |                |
| Mentor Toruń Cup                      | 2 J            |                |                |                |                |                |                |                |                |                |                |                |                |                |                |                |                |
| Krajowe                               |                |                |                |                |                |                |                |                |                |                |                |                |                |                |                |                |                |
| Mistrzostwa Hiszpanii                 | 1 J            | 2 J            | 2              | 2              | 2              | 2              | 1              |                |                |                |                |                |                |                |                |                |                |

## Programy
Z Dorotą Brodą
| Sezon   | Program krótki (SP) | Program dowolny (FS)                                                                                     |
| ------- | --- | --- |
| 2021–22 | - Bang Bang – 2Cellos ft. Sky Ferreira - L'Arena – Ennio Morricone choreografia: Raffaella Cazzaniga, Corrado Giordani | - Peak – Fyfe & Iskra Strings - My Homeland – Havasi choreografia: Raffaella Cazzaniga, Corrado Giordani |